# Wilbraham & Monson Academy
42°07′21″ пн. ш. 72°25′54″ зх. д. / 42.1225° пн. ш. 72.4316° зх. д.
Wilbraham & Monson Academy (WMA) — підготовча школа до коледжу, розташована у Вілбрагамі, штат Массачусетс. Заснована в 1804 році, це чотирирічна школа-інтернат і денна середня школа для учнів 9-12 класів і аспірантів. Середня школа з 6–8 класами пропонує інтернат для учнів 8 класу. Академія розташована в центрі міста Вілбрахем, за 75 миль (121 км) від Бостона та за 150 миль (240 км) від Нью-Йорка.

## Інтернет-ресурси
- Wilbraham & Monson Academy Website